# Rotunde

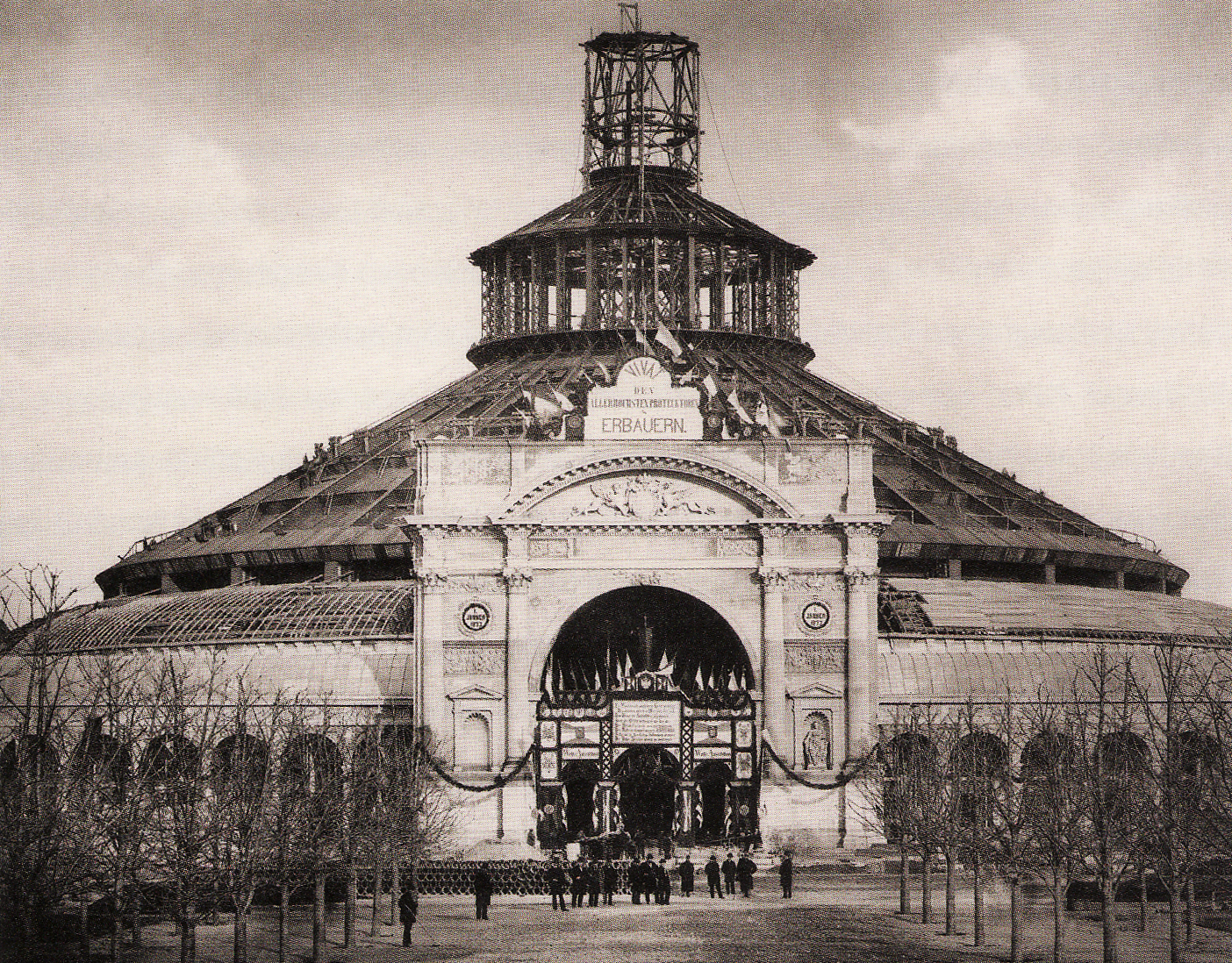
El edificio durante la Exposición Universal.

La Rotunde de Viena era una estructura en forma de cúpula, construida con motivo de la Exposición Universal de 1873 en Viena en una antigua zona de aparcamiento. En su momento fue, con mucho, la cúpula más grande del mundo (108 m de diámetro). La rotonda superaba en tamaño al Panteón de Roma (118-125DC), que tiene un diámetro de 43,4m. No fue superada en tamaño hasta 1957, en que se construyó una sala de exposiciones en Belgrado con un diámetro de 109 m. El edificio se vino abajo en 1937 a causa de un gran incendio.

## Construcción

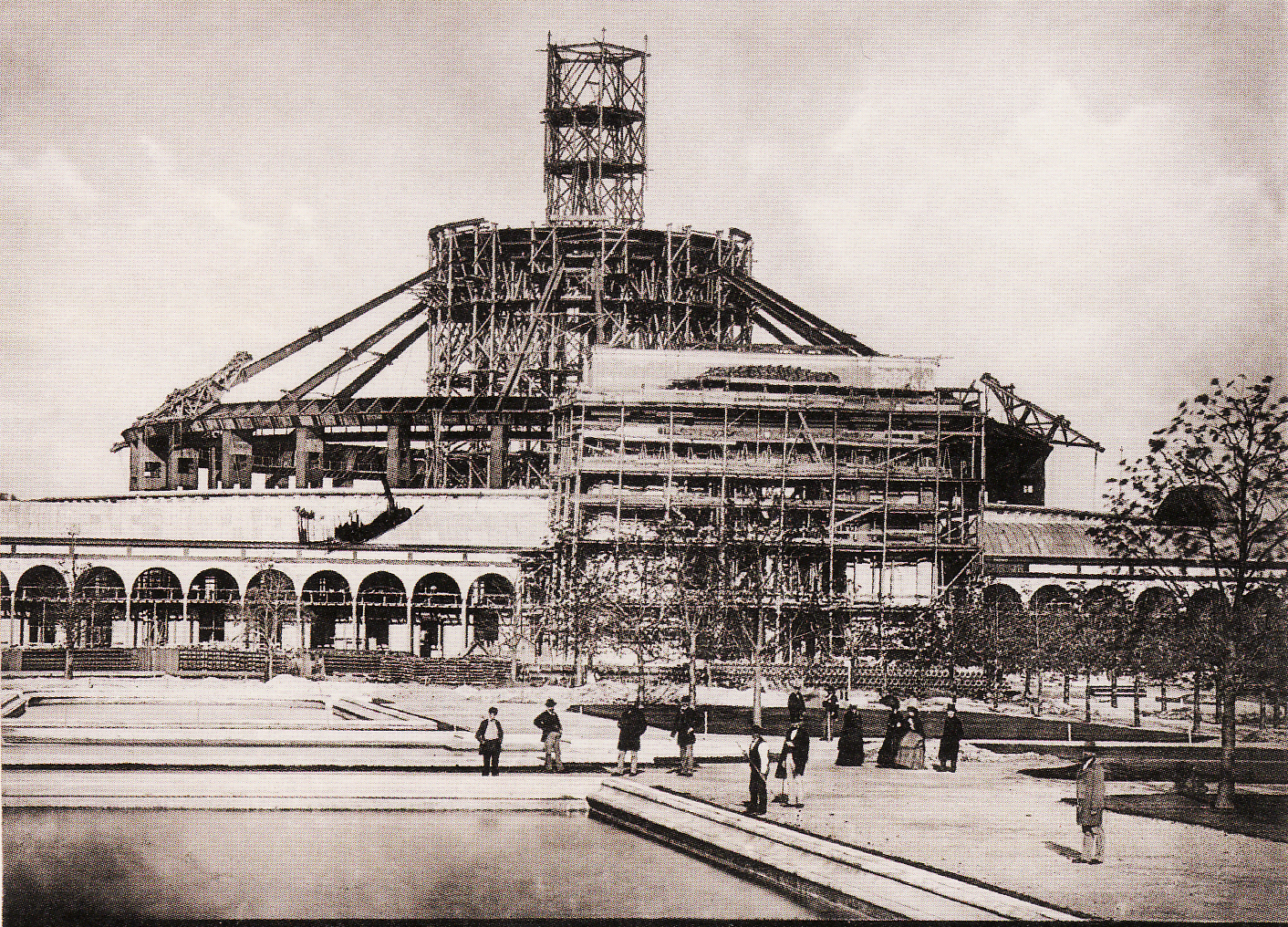
La Rotunde en fase de construcción en 1872

Era una estructura de madera y yeso revestida de acero. La altura de la cúpula era de 84 metros y el diámetro de la base de 108 metros. El techo cónico truncado, particularmente notable por sus vigas radiales y anillos concéntricos,  que descansaban sobre 32 columnas de hierro, dos linternas permitían el paso de la luz en el extremo superior. El portal principal tenía la forma de un arco de triunfo y estaba decorado con pilastras y representaciones figurativas. Bajo el frontón se podía leer el lema del emperador Francisco José "Viribus Unitis" (Fuertes unidos). Los planos iniciales los había proporcionado el arquitecto naval escocés John Scott Russell. Tras modificar los diseños originales, la supervisión de las obras quedó a cargo del arquitecto Carl von Hasenauer. Entre otros, participó en su construcción Johann Caspar Harkort V, un destacado miembro de la familia industrial del acero Duisburg Harkort.
El interior tenía una superficie aproximada de 8.000m² y sirvió durante la Exposición Universal como lugar de encuentro para los visitantes y los actos oficiales. Por otra parte, las exposiciones de Austria y Alemania fueron alojadas aquí.
La corona imperial de Austria, situada en la parte superior de la Rotunde, se alzaba sobre la totalidad de los terrenos de la Exposición simbolizando que el proyecto estaba bajo la protección imperial.

## Historia

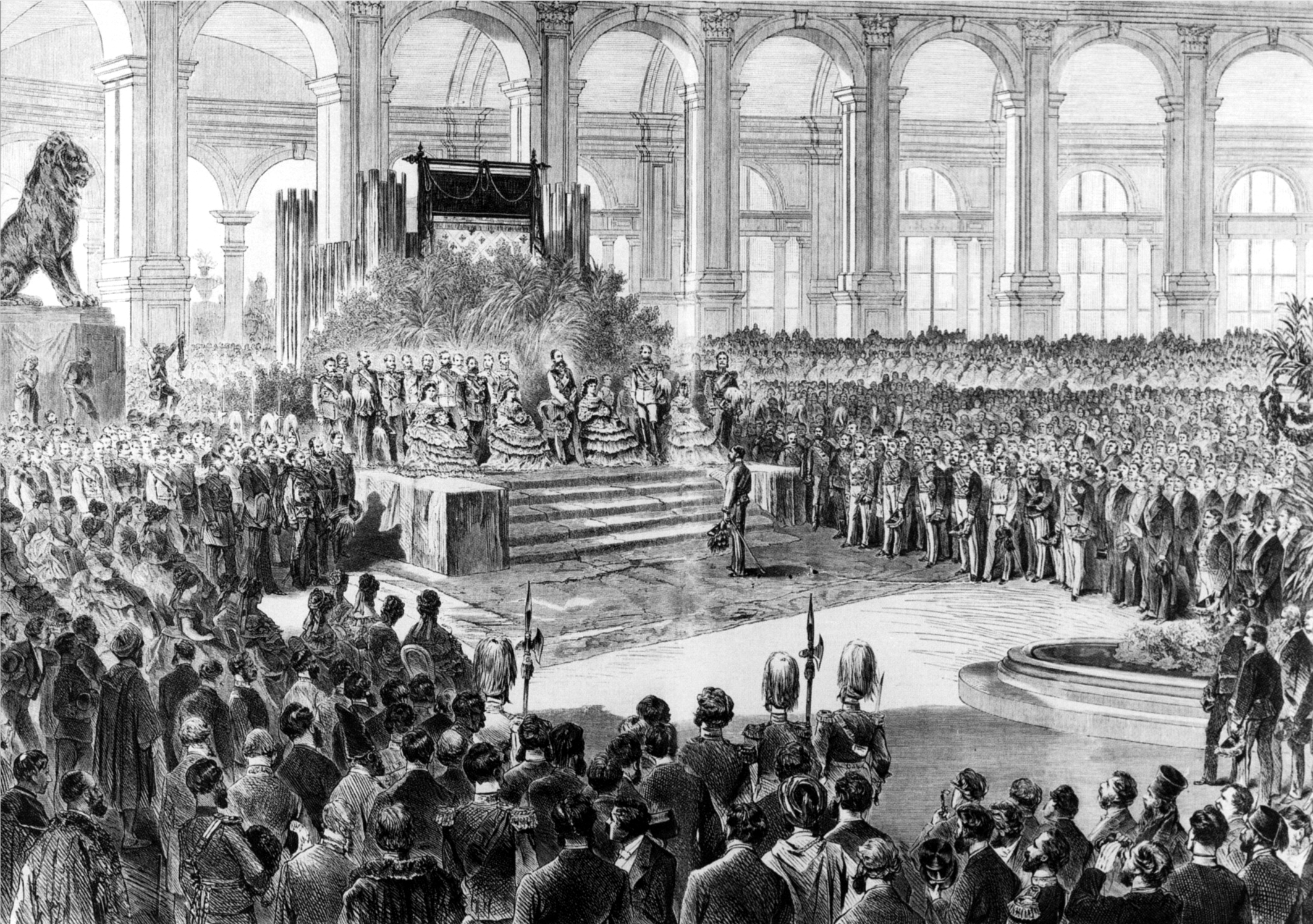
La ceremonia de apertura (dibujo de Vinzenz Katzler)

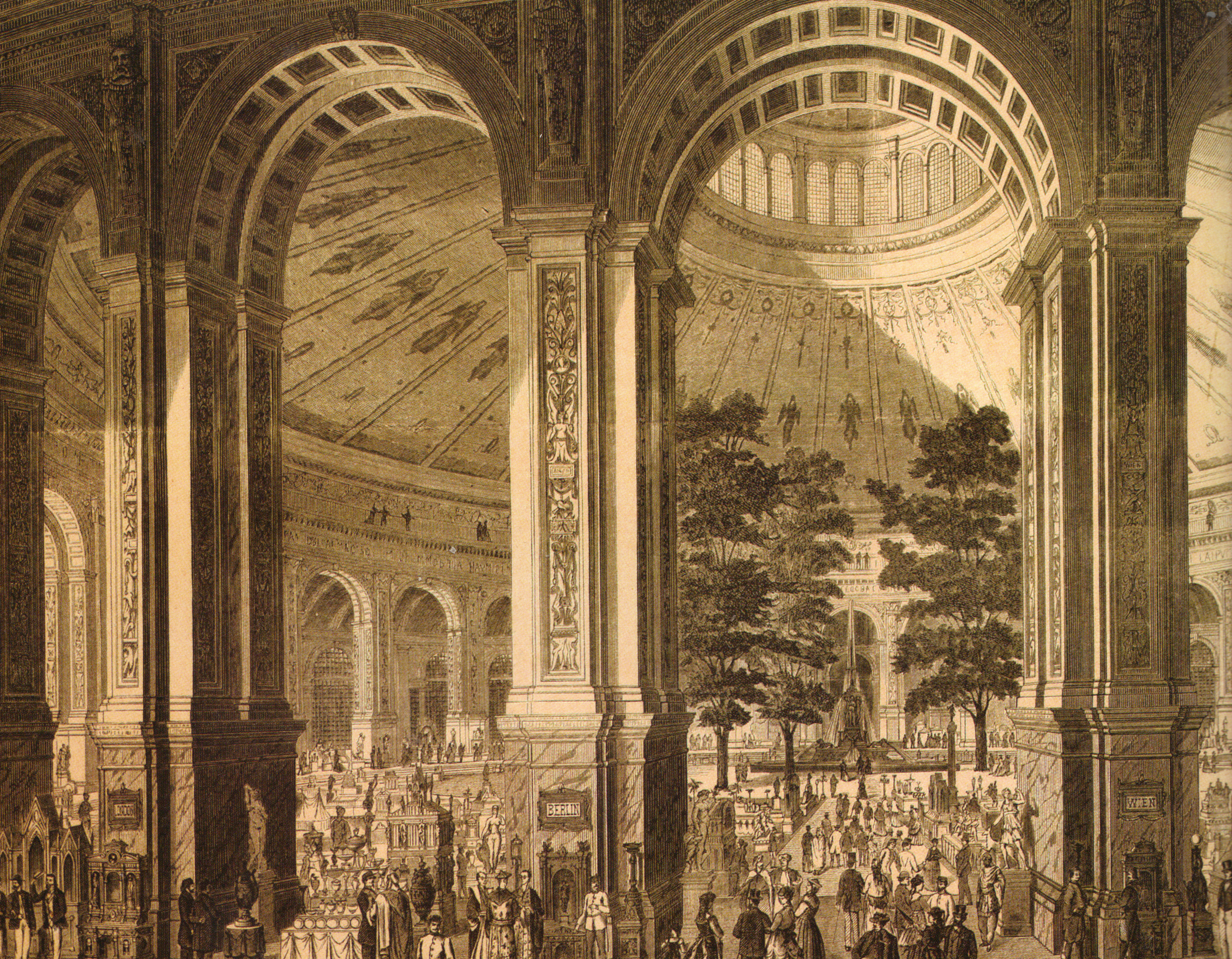
El monumental interior

El 1 de mayo de 1873, se llevó a cabo la inauguración de la Exposición Universal con el edificio aún sin terminar. Las lluvias que habían comenzado días antes de la apertura convirtieron la zona en un lodazal, empeorando las perspectivas de la Exposición, aunque fue la caída de la bolsa del 9 de mayo de 1873 y la posterior crisis económica lo que supuso un freno serio al desarrollo de la misma. Una epidemia de cólera en los suburbios de Viena implicó otra caída en el número de visitantes. En lugar de los esperados 20 millones de visitantes, sólo acudieron 7,2 millones. El déficit de la Exposición fue de alrededor de 15 millones de florines. Tras los pobres resultados económicos, la organización carecía de los recursos financieros para la demolición originalmente prevista del edificio.

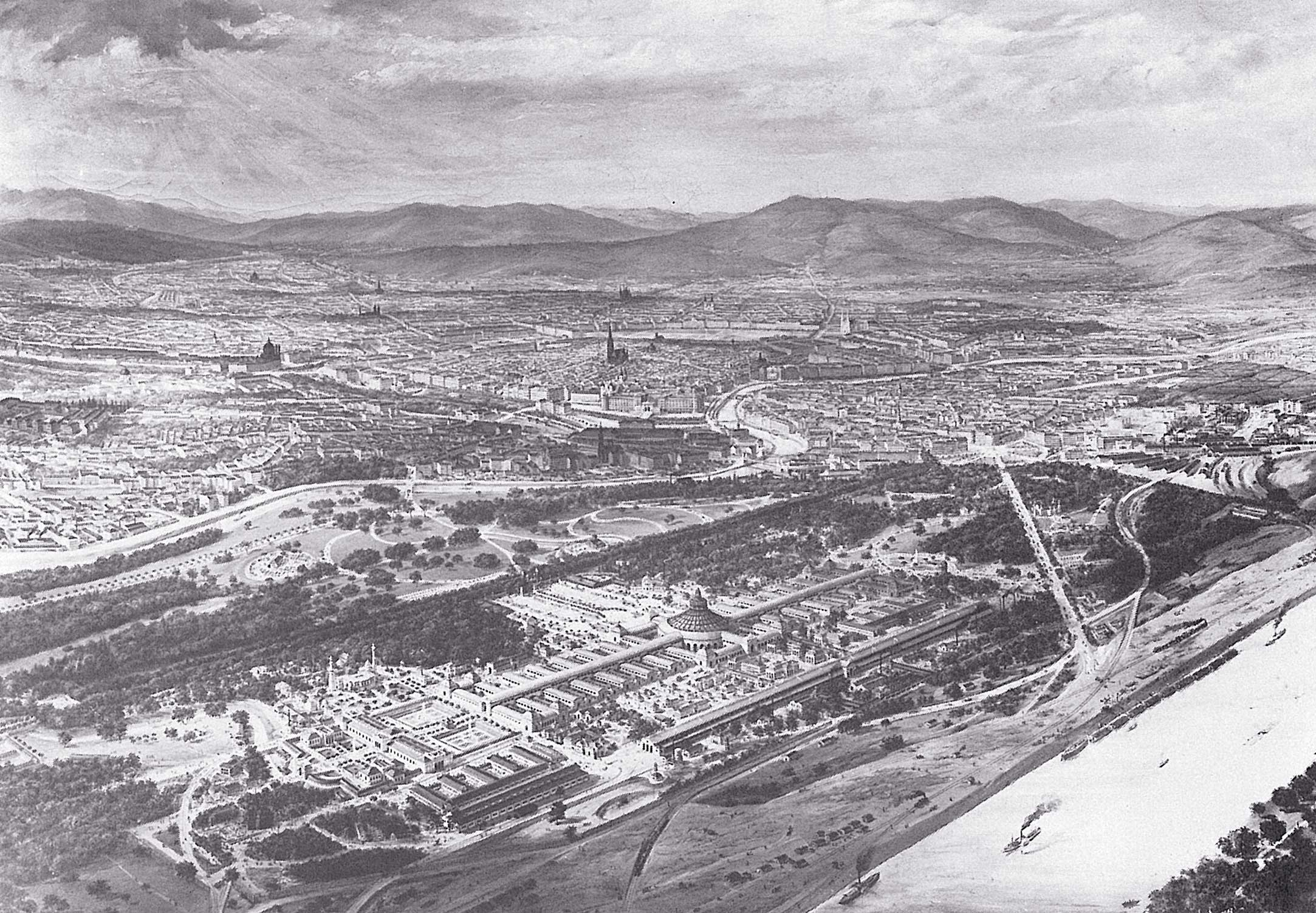
La Exposición Universal de 1873 vista desde el aire

En 1877 se utilizó una parte de la rotonda de la ciudad de Viena como almacén. Un año más tarde, ya se utilizaba toda la rotonda con este fin. Sólo pasados los años se utilizó para eventos comerciales. Aunque los arquitectos la rechazaron inicialmente, la acogida por parte del público fue entusiasta. En las décadas siguientes, la Rotonda se convirtió en un hito en Viena y acogió la celebración de eventos, espectáculos de circo y grandes exposiciones, tales como:
- 1883: la Exposición Eléctrica Internacional.
- 1885: la ceremonia de fundación de la empresa del Servicio de Ambulancias de Viena, a la que acudió Alexander Girardi.
- 1892: la Exposición Internacional de Música y Teatro.
- 1898: la Exposición Colectiva de Fabricantes de Automóviles Austríacos.
- 1910: la Primera Muestra Internacional de Caza de Viena
- 1913: la Exposición Adriática, último gran evento de la monarquía.

El edificio era propiedad de la Oficina del Ministro de la Casa Imperial y lo gestionaba un servicio de inspección con base en la propia rotonda. Durante la Primera Guerra Mundial la rotonda fue utilizada por los militares como "alojamiento para convalecientes". Desde 1920 volvió a estar disponible para eventos. Tras el 11 de agosto de 1921, en que se inauguró la primera Feria Internacional de Viena, la Rotonda fue centro de exposiciones dos veces al año.
En 1936 el Ayuntamiento de Viena pensó en posibles nuevos usos, y Clemens Holzmeister fue el encargado de preparar una propuesta para la reconstrucción de la rotonda.

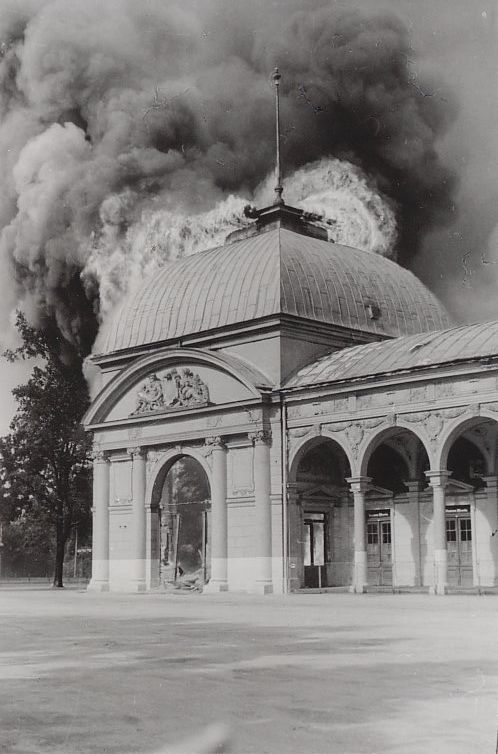
Incendio de la Rotunde el 17 de septiembre de 1937

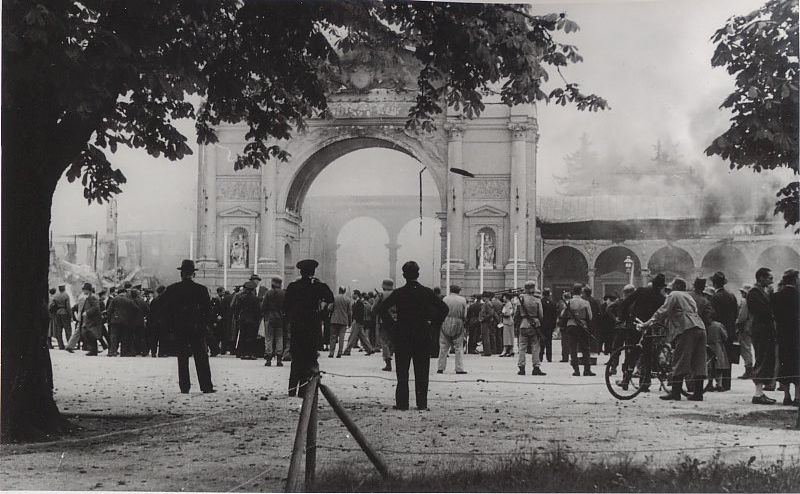
Incendio de la Rotunde el 17 de septiembre de 1937

### Incendio
Considerado durante mucho tiempo un edificio con un alto riesgo de incendio, se pueden encontrar instrucciones en caso de fuego para los guardias de seguridad en todos los eventos El edificio principal ardió en llamas el 17 de septiembre de 1937. Se informó de forma independiente a dos estaciones de bomberos de diferentes localidades a las 12:36. Aunque el fuego desde el exterior no se percibía como un gran incendio, se extendió por las cavidades entre el estuco y el revestimiento exterior de metal con rapidez. El punto de origen fue uno de los pilares que sostenían la cúpula. Los primeros equipos de bomberos llegaron a las 12:55, y sólo se podía acceder al fuego a través de una escalera a una altura de entre 15 y 18 m.
Las piezas de revestimiento de metal del techo impidieron que el agua llegase en cantidad suficiente a las partes de madera que estaban ardiendo. En estas condiciones las 400 toneladas de madera de la construcción ardieron rápidamente. A las 13:30 los bomberos recibieron la orden del Jefe de Bomberos de retirarse porque había riesgo de hundimiento. De hecho, la cúpula se derrumbó tres minutos más tarde y propagó las llamas hacia el edificio contiguo. El departamento de bomberos fue capaz de llevar a cabo sus operaciones de apagado sólo desde el exterior a partir de ese momento, ya que acceder al edificio no era posible. Al incendio no sólo acudieron las brigada de bomberos de las zonas más próximas, sino que también se llamó a un regimiento de soldados de infantería.
El Das Kleine Blatt del 18 de septiembre de 1937 informaba en el titular "Viena no tiene Rotonda!" Y una serie de dibujos sobre el dramático final de la catástrofe. El fuego de la Rotunde de Viena es uno de los mayores incendios de Viena y supuso graves daños económicos y la pérdida un importante centro cultural para la ciudad de Viena.
- Datos: Q684352
- Multimedia: Rotunde (Prater) / Q684352